# Pistula
Pistula (cyr. Пистула) – wieś w Czarnogórze, w gminie Ulcinj. W 2011 roku liczyła 393 mieszkańców.